# Libano ai Giochi della XXXIII Olimpiade
Il Libano ha partecipato ai Giochi della XXXIII Olimpiade, svoltisi a Parigi dal 26 luglio all'11 agosto 2024, con una delegazione di 10 atleti, 6 uomini e 4 donne, in 8 discipline.

## Delegazione
| Sport            | Uomini | Donne | Totale |
| ---------------- | ------ | ----- | ------ |
| Atletica leggera | 1      | 0     | 1      |
| Judo             | 1      | 0     | 1      |
| Nuoto            | 1      | 1     | 2      |
| Scherma          | 1      | 0     | 1      |
| Taekwondo        | 0      | 1     | 1      |
| Tennis           | 2      | 0     | 2      |
| Tennistavolo     | 0      | 1     | 1      |
| Tiro             | 0      | 1     | 1      |
| Totale           | 6      | 4     | 10     |